# Oxytropis martjanovii
Oxytropis martjanovii är en ärtväxtart som beskrevs av Porphyriy Nikitich Krylov. Oxytropis martjanovii ingår i släktet klovedlar, och familjen ärtväxter. Inga underarter finns listade i Catalogue of Life.